# Lissotis
Lissotis là một chi chim trong họ Otididae.